# Namibian Netball Premier League
Die Namibian Netball Premier League ist die höchste Spielklasse im Netball in Namibia. Sie wird vom Dachverband Netball Namibia organisiert. Die Liga wird vom Mobilfunkbetreiber MTC Namibia namensgebend gesponsert. Die Liga soll binnen fünf Jahren (Stand 2024) zu einer Profiliga werden.

## Meister
| Saison | Verein         | Ort         |
| ------ | -------------- | ----------- |
| 2021   | NCS            | Windhoek    |
| 2022   | NCS            | Windhoek    |
| 2023   | Mighty Gunners | Otjiwarongo |
| 2024   | NCS            | Windhoek    |